# Нарри, Мусса
Мусса Нарри (англ. Moussa Narry; род. 13 апреля 1986, Маради) — ганский и нигерийский футболист, полузащитник, экс-игрок сборной Ганы.

## Карьера в клубах
Полузащитник начал свою карьеру в Нигере в клубе «Сахель», который в 2006 году был продан в «Этуаль дю Сахель». Всего Мусса играл за «Этуаль» два сезона, сыграл 57 матчей и забил 14 голов. Также Нарри выиграл Лигу Чемпионов КАФ. В июле 2008 года с французским «Осером». В 2010 году Нарри отправился в аренду в «Ле-Ман». Сыграв 12 матчей, Мусса перешел туда на постоянной основе в 2010 году. 
После четырех лет во Франции, игрок отправился в ОАЭ.